# Sikora żałobna

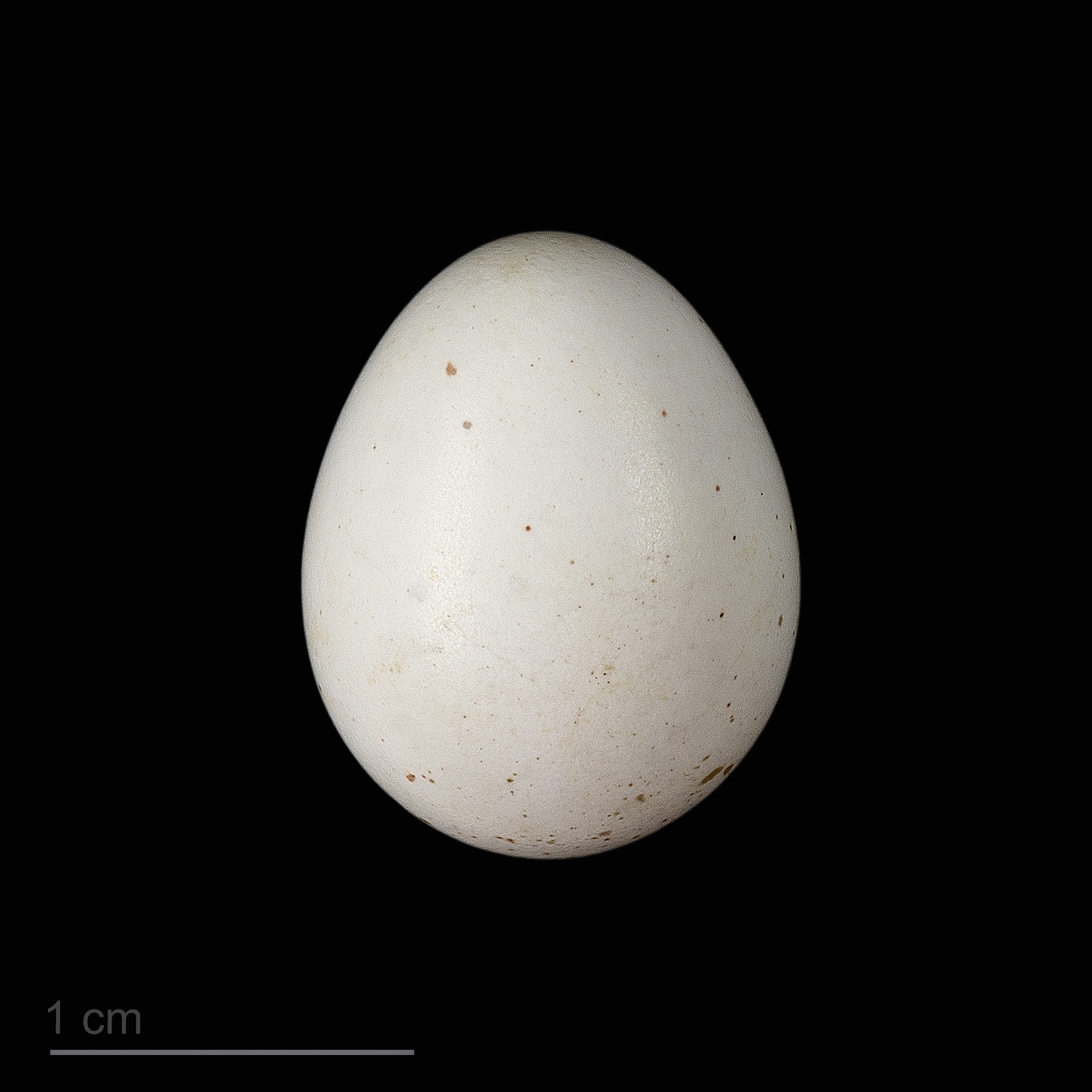
Poecile lugubris

Sikora żałobna (Poecile lugubris) – gatunek małego ptaka z rodziny sikor (Paridae). Występuje w południowo-wschodniej Europie i na Bliskim Wschodzie aż po Iran; nie pojawia się w Polsce. Jest dużą sikorą, nieco podobną do sikory północnej, ma ciemniejszą czapeczkę na głowie. Jest skryta i trudna do obserwacji. Żyje w lasach, na zboczach gór i w luźnych zadrzewieniach oraz zaroślach.

## Systematyka
Sikora żałobna często uznawana była za jeden gatunek z sikorą perską (P. hyrcanus), a niekiedy z sikorą cynamonową (P. davidi), badania wykazały jednak, że jest bliżej spokrewniona z sikorą białobrewą (P. superciliosus).
Międzynarodowy Komitet Ornitologiczny (IOC) wyróżnia pięć podgatunków P. lugubris:
- P. lugubris lugubris – Bałkany do północnej Grecji.
- P. lugubris lugens – środkowa i południowa Grecja.
- P. lugubris anatoliae – Azja Mniejsza na południe do północnego Izraela.
- P. lugubris dubius – zachodni Iran.
- P. lugubris kirmanensis – południowo-wschodni Iran.

## Status
W Czerwonej księdze gatunków zagrożonych IUCN sikora żałobna klasyfikowana jest jako gatunek najmniejszej troski (LC, Least Concern). W 2015 roku organizacja BirdLife International oceniała trend liczebności populacji europejskiej jako stabilny.